# 김진곤 (모델)
김진곤(1998년 12월 1일 ~ )은 대한민국의 모델이다.

## 방송
- PRODUCE X 101 (2019) - 발표순위 62위
- 인생남주 (2020)
- 학교 2021 (2021) - 홍민기 역

## 공연
- 2019 ESteem FANMEETING : GO TO SCHOOL (2019)